# Lord Kossity
Lord Kossity, de son vrai nom Thierry Moutoussamy,  est un rappeur, chanteur et musicien français, né le 23 décembre 1972 dans le 9e arrondissement de Paris. Il compose dans les styles dancehall, ragga et rap.

## Biographie

### Jeunesse et débuts
Moutoussamy est né le 23 décembre 1972 dans le 9e arrondissement de Paris. Il grandit en banlieue parisienne à Vitry-sur-Seine et Créteil. Très tôt, il se met à écouter le rap de Public Enemy et N.W.A., mais également  du reggae. À l’âge de douze ans, il s'installe avec ses parents à Fort-de-France, en Martinique, laissant de côté ses espoirs d'intégrer le centre de formation du PSG. De retour à Paris à l’âge de 18 ans, il est d’abord attiré par le rap américain (notamment par le groupe Public Enemy). Il monte le groupe de rap Contrast avec son cousin Dr. G-Kill, et lance son propre label Killko Records[réf. nécessaire].
À 18 ans, il se lance dans la musique en découvrant le milieu des sound systems en collaborant avec notamment Ragga Dub Force. C’est en retournant en Martinique pour son service militaire, qu’il ne fera pas, que Thierry Moutoussamy trouve sa voie. Il fait de la radio, de la télévision, du mannequinat et écume les sound systems locaux qui seront ses premiers pas dans la musique dancehall. Il rencontre le producteur local Don Miguel avec qui il pose sur sa première compilation Dancehall Party: Silence, en 1993. L’année suivante, le single Vanessa est un tube aux Antilles françaises, lançant celui désormais appelé Lord Kossity. Il choisit ce nom en associant son prénom Thierry et le prénom Kossi, personnage qu’il a incarné dans un court métrage de Jean Odoutan à la fin des années 1980.
Grâce aux compilations telles que Diasporagga (Ragga Dub Force Massive) et Ragga Dom III sur lesquelles figurent Sitting in the Park, une reprise de Georgie Fame que Lord Kossity chante en duo avec Princess Sharifa, on commence à entendre parler de lui en France métropolitaine. En 1995, il enregistre son premier album V.I.P.: Aye chechey' avec son cousin Dr. G-Kill. Une semaine avant la sortie de l’album, ils ont un accident de voiture et son cousin meurt. Lui s'en sort avec le crâne ouvert. Profondément bouleversé, Lord Kossity décide de revenir à Paris.

### An tèt ou sa yé!(1995–2000)
De retour à Paris en 1995, il fréquente le collectif Boogotop, où il croise Doudou Masta. Il enregistre une version de ''La Martiniquaise'' avec le Martiniquais parisien Jeff de Paris. Un des membres du collectif le présente alors à JoeyStarr de Suprême NTM, avec qui il se lie d’amitié et va même l’accueillir chez lui pendant quelques mois. Il sort en parallèle son premier album solo An tèt ou sa yé ! aux Antilles françaises sous son label Killko Records en 1997. De fil en aiguille, les deux artistes se mettent à travailler ensemble. En 1998, ils enregistrent en trio avec Kool Shen sur l’album éponyme de Suprême NTM la chanson Ma Benz, sur laquelle il est repéré.
Son premier album solo est réédité en France métropolitaine en 1998 sous le nom de L.K. 1: VersaStyle sous le même label, avec comme invités Daddy Mory et JoeyStarr. Cet album n’a cependant pas eu beaucoup de succès auprès du public, et ne s’écoule qu’à quelque 20 000 exemplaires. Mais Lord Kossity continue quand même à travailler dur dans cette voie et s’affiche de plus en plus auprès de B.O.S.S. (fondé par JoeyStarr) et IV My People (fondé par Kool Shen) avec lesquels il fait des tournées partout en France et assied peu à peu sa popularité. Finalement, il signe chez Naïve Records et part en Jamaïque où il enregistre avec le producteur Clive Hunt la moitié de son deuxième album Everlord, l’autre moitié étant réalisée par Kool Shen. Surfant entre rap et dancehall, l’album sort en 2000 et est un succès. Le clip du tube Morenas est tourné aux Bains Douches, le club parisien branché d’où il se faisait recaler quelques mois auparavant.

### The Real Donet suites (2001–2009)

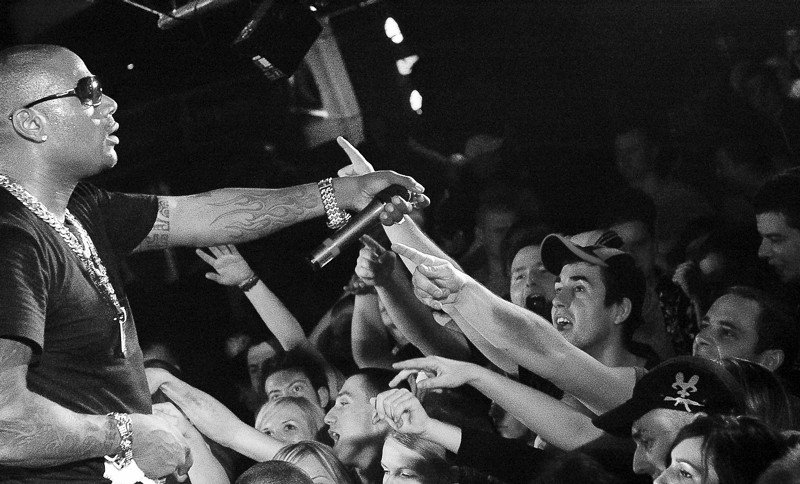
Lord Kossity sur scène en Pologne, en 2006.

The Real Don est publié le 4 juin 2001, et est un succès critique. L’album ressort au label Naïve Records avec une autre pochette et des morceaux inédits. Il obtient alors la Victoire de la musique dans la catégorie du meilleur album de reggae. Lord Kossity retourne au rap la même année avec le morceau Gladiator sur la compilation Première Classe Vol. 2 – Les faces à faces, un clash avec Jacky Brown des Nèg' Marrons. Il invite en 2002 Princess Lover, Doc Gynéco et Matt Houston pour son nouvel album Koss City.
L'artiste signe chez U.M.G. en 2004, et repart à Kingston enregistrer Booming System. Il collabore avec des artistes prestigieux comme Chico[Lequel ?], Shaggy, Elephant Man ou Vybz Kartel. L'album est publié l'année suivante, le 31 octobre 2005, qui atteint le top 100 des ventes d'albums en Europe. Il contient le single Sexy Wow. Kossity apparaît aussi sur la bande originale du film Iznogoud avec Michaël Youn et en featuring sur le single J'aime de Clara Morgane,.
Il voyage, travaille avec des artistes de tous bords et, quelques années après son passage au Garance Reggae Festival, retrouve la scène de Bercy aux côtés de Suprême N.T.M. pour cinq dates parisiennes historiques en septembre 2008. Pour faire un bilan de ses 19 ans de carrière, il choisit en 2009 de sortir son premier Best-of.

### Dernières activités (depuis 2010)
Il lance ses nouveaux albums K.O.S.S. 02 et Fully Loaded sous son nouveau label Lord Ko Publishing. Le street album K.O.S.S. avait également été produit sous ce label, mais Universal, avec qui il est encore sous contrat, l'autorise à le sortir mais lui interdit toute publicité. En 2012, sort l'album Fully Loaded 2, album en anglais (un seul titre français en feat avec Stony) sur lequel participent Vybz Kartel, Mr. Vegas, Demarco, Nu Jersey Devil et Compton Menace. À la suite d'un bon retour, mais également des critiques sur le manque de titres francophones, il sort Fully Loaded 2.5, avec des versions françaises et des titres inédit.
En 2016, Lord Kossity fait des featuring remarqués, Soldat (Busta Flex, Kool Shen et Zoxea), Bouteille de rhum (titre réalisé par le DJ Kimfu feat Gappy Ranks) et notamment le titre Ali Bumaye (Spart MC).

### Déclarations
En 2022, lord Kossity a distingué le rap et la pop urbaine, son genre préféré étant le premier, mais sans qu'il critique ouvertement le second : « Ce n’est pas du rap (= ce que font les artistes aujourd'hui), c’est de la pop urbaine. Dans le rap, il y a des exigences en matière de production, de flow, de contenus. Après, ça plait aux jeunes, il y a de la créativité, mais à mes yeux, ça ne respecte pas le cahier des charges du rap, tout comme le squash, ce n’est pas exactement du tennis ». Ces propos n'étaient pas prononcés dans le but de susciter la polémique, cependant certains ont eu des réactions mitigées.

## Discographie

### Albums studio
- 1997 : An tèt ou sa yé ! (sorti uniquement aux Antilles françaises et réédité en 1998 en France métropolitaine sous le nom L.K. 1: VersaStyle)
- 2000 : Everlord
- 2001 : The Real Don
- 2002 : Koss City
- 2003 : El Indio (sorti uniquement aux Antilles françaises)
- 2005 : Booming System
- 2006 : Danger Zone
- 2008 : K.O.S.S.
- 2010 : K.O.S.S. 02
- 2010 : Fully Loaded
- 2013 : Fully Loaded 2
- 2013 : Fully Loaded 2.5

### EP
- 1996 : One Man Show

### Compilations
- 1993 : Dancehall Party: Silence (sorti uniquement aux Antilles françaises)
- 1995 : V.I.P.: Aye chechey' (sorti uniquement aux Antilles françaises)
- 1999 : Phénoménal
- 1999 : Top Shotta
- 2009 : Le Best of

### Singles
- Vanessa (1993)
- Sa rivew' (1995)
- Sound Boy Watch It (1998)
- Ma Benz (Suprême N.T.M. feat. Lord Kossity) (1998)
- Y’a qu’ça à faire (Zoxea feat. Lord Kossity) (1999)
- Morenas (2000)
- Sexe dans la piscine (2000)
- Hey Sexy Wow (feat. Chico) (2005)
- Dancehall Soldiers (feat. Krys and Daddy Mory) (2005)
- Oh No (Judgment Day) (feat. Kool Shen) (2006)
- Balance Gal (feat. Don Capelli) (2006)
- Booty Call (feat. Chico) (2006)
- J'aime (feat. Clara Morgane) (2007)
- Hotel Room (feat. Chico and Nicky B.) (2007)
- Le respect ne s'achète pas (feat. Supa John) (2008)
- So Sexy (feat. Red Rat and Speedy) (2009)
- Champion Sound (2009)
- Politiquement incorrect (2010)
- Roule avec moi (2010)
- Sexy Boom Boom (2011)
- Bubble Up(EDF Riddim) (2012)
- Fly Girl (feat. Stony) (2013)
- R.I.P. Madiba (feat. Myriam Abel)
- Shake your BAM BAM (feat Spart MC) (2015)
- Bouteille de Rhum (2015)
- Very Bad Trip (2016)
- Thug Party (2016) (feat Ol'Kainry)
- Hello (2016)

## Filmographie
- 2010 : Coursier de Hervé Renoh
- 2011 : Low Cost de Maurice Barthélémy